# Ramspol
Ramspol is een gehucht ten noordwesten van Kampen in de provincie Overijssel. Door Ramspol komt de rijksweg N50, de weg tussen Zwolle en Emmeloord of richting Ens. Ramspol is vooral bekend door de balgstuw bij Ramspol en de Ramspolbrug over het Ramsdiep tussen het Zwarte Meer en het Ketelmeer.

## Geschiedenis
Ramspol is het punt waar Kampereiland en Noordoostpolder elkaar bijna raken. Voor de inpoldering was Ramspol een onbedijkt eilandje in de Zuiderzee ter grootte van 5.83 ha voor de Overijsselse kust ter hoogte van Kampen. 
Het eilandje was genoemd naar Everhard Ram (1614-1681), burgemeester van Kampen en van 1677 tot zijn overlijden in 1681 gedeputeerde van Overijssel naar de Staten-Generaal. Ramspol werd verhuurd aan een pachter van een van de pachterven op het Kampereiland. In 1852 werd dit eilandje door de aanleg van een krib van 800 meter lengte verbonden met het Kampereiland. De oprit naar de Ramspolbrug in de weg van IJsselmuiden naar Ens, de N 765, loopt over die vroegere krib.
Na het aanleggen van de dijk van de Noordoostpolder en het droogmalen van die polder werd er in 1941 een werkkamp met de naam Ramspol aangelegd aan de kant van de Noordoostpolder aan de dijk. Hier werden polderjongens gehuisvest die werkten aan het in cultuur brengen van de net drooggevallen polder. Aanvankelijk vond de verbinding met het Kampereiland plaats met een baileybrug over de Ramsgeul en een pont over het Ramsdiep, maar na 1952 lag er een brug.
Bij Ramspol gaat de Rijksweg N50, de weg tussen Zwolle en Emmeloord, over de Ramsgeul en het Ramsdiep via de nieuwe Ramspolbrug. De oude brug is afgebroken. De brug heeft ook een parallelweg die aansluiting geeft aan de N 765 over het Kampereiland.

## Balgstuw
Naast de brug in de rijksweg ligt een balgstuw die bij stormvloed het achterliggende land van West-Overijssel beschermt tegen overstroming. Deze stuw, die onder normale omstandigheden op de bodem van Ramsgeul en Ramsdiep ligt, wordt bij storm en hoge waterstand automatisch opgeblazen en fungeert dan als stormvloedkering. Gemiddeld is dat eenmaal per jaar het geval. Komend vanuit de Noordoostpolder is het perceel grasland op het Kampereiland direct rechts na de brug en de balgstuw een deel van de vroegere Ramspol. Het gehucht in de Noordoostpolder direct naast de brug met slechts enkele woningen en boerderijen wordt samen met brug en balgstuw tegenwoordig Ramspol genoemd. 